# اتوی سوم
اتوی سوم (به آلمانی: Otto III) (۹۸۰ میلادی - ۲۳ ژانویه ۱۰۰۲ میلادی) چهارمین امپراتور مقدس روم از دودمان اتونی بود. او در ۹۸۳ میلادی و در پی مرگ پدرش اتوی دوم به شاهی برگزیده‌شد.

## زندگی
او در نوردراین-وستفالن کنونی زاده‌شد. مادرش تئوفانو شاهدختی از امپراتوری روم شرقی بود. او در ژوئن ۹۸۳ در ورونا شاه آلمان نامیده‌شد و در ۲۵ دسامبر همان سال در آخن تاج‌گذاری نمود؛ او در این زمان سه سال بیشتر نداشت و مادر او ملکه تئوفانو قدرت و اختیارات حکومت را به صورت مطلق کنترل می‌کرد و همچون یک شریک سلطنت برائ پسرش عمل می‌کرد. از همان آغاز پادشاهی‌اش وی با بزرگان شورشی و مدعیان پادشاهی روبه‌رو گشت.
پادشاهی او همچنین گرفتار دست‌اندازی‌های خارجی هم بود. لوتار پادشاه فرانسه چشم طمع به خاک او را داشت. تازش‌های مجارها البته به جایی نرسید. وایکینگ‌ها و اسلاوها دست‌اندازی‌هایی به مرزهای کشور او نمودند که سرانجام با توافقاتی دست از تاخت و تاز بیشتر برداشتند. جز این کشور در ۹۹۳ دچار تنگ‌سالی و طاعون هم شد.
در ۹۹۶ اتو به درخواست پاپ ژان پانزدهم به رم رفت تا شورشی را که علیه پاپ شده‌بود بخواباند ولی پیش از آنکه به رم برسد پاپ درگذشته‌بود. پس یکی از خویشاوندان اتو؛ برونوی کرنتی؛ به نام گرگوری پنجم به پاپی رسید. او نخستین پاپ ژرمن بود.
دربارهٔ مرگ او منابع قرون وسطایی دیدگاه‌های چندی را بیان نموده‌اند. یکی مرگ بر اثر بیماری مالاریا، دیگری زهرخوارنده شدن به دست معشوقه‌اش. پیکر او در آخن و در کنار شارلمانی به خاک سپرده‌شد.